# Alfred Grittmann
Alfred Grittmann (* 29. April 1925 in Heidelberg; † 11. Mai 2022 ebenda) war ein deutscher Politiker (FDP/DVP).

## Leben
Grittmann war Schreinermeister. Er führte die 1901 gegründete A. Grittmann GmbH & Co.KG in Heidelberg. Er war 1939 in das Unternehmen eingetreten.
Grittmann war Mitglied der FDP. Bei der Landtagswahl in Baden-Württemberg 1960 kandidierte er als Ersatzkandidat von Otto Gönnenwein im Wahlkreis Heidelberg-Stadt. Nach Gönneweins Tod rückte Grittmann am 21. Januar 1963 für ihn in den Landtag von Baden-Württemberg nach. Er gehörte dem Landtag bis zum Ende der Legislaturperiode im April 1964 an.